# Hadwig Klemperer

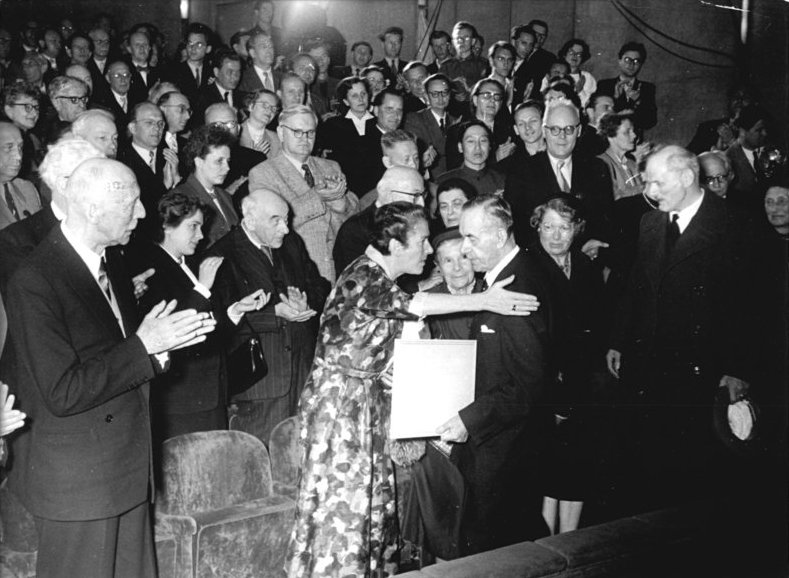
Hadwig und Victor Klemperer (vorn, 2. und 3. v.l.) während der Auszeichnung Thomas Manns als Ehrenmitglied der Akademie der Künste, 14. Mai 1955

Hadwig Klemperer, geb. Kirchner, (* 5. März 1926 in Berlin; † 22. September 2010 in Dresden) war eine deutsche Philologin und Herausgeberin.

## Leben
Nach ihrem Abitur in Niederschlesien studierte sie ab 1946 an der Martin-Luther-Universität Halle-Wittenberg Germanistik und Romanistik. Dort lernte sie 1948 Victor Klemperer kennen und folgte ihm schließlich 1951 als wissenschaftliche Oberassistentin an die Humboldt-Universität zu Berlin. Hier verfasste sie bis 1957 ihre Doktorarbeit mit dem Thema Heinrich Manns Roman: „Die Jugend und die Vollendung des Königs Henri Quatre“ im Verhältnis zu seinen Quellen und Vorlagen. 
Nach dem Tod von Klemperers Frau Eva im Jahr 1951 heirateten Victor Klemperer und Hadwig Kirchner 1952. Beide nahmen ihren Wohnsitz in Dresden-Dölzschen und pendelten in der Folgezeit zwischen Dresden, Halle (Saale) und Berlin. „Hadwig ist die Pragmatische, die psychisch Stärkere in dieser Beziehung. […] Nun, an seiner Seite, setzt sie seiner Atemlosigkeit, seinem Arbeitstempo und seinem bisweilen verzehrenden Drang nach später gesellschaftlicher Anerkennung ein ausgleichendes Moment entgegen.“ Zudem begleitete sie ihren Mann auf seinen Vortragsreisen ins Ausland.
Nach Klemperers Tod 1960 nahm sie einen Lehrauftrag für Romanistik an der Hallenser Universität an und pendelte zwischen Dresden und Halle (Saale), wo ihre Eltern seit der Ausbombung der Berliner Wohnung lebten. Im Jahr 1977 zog Klemperer von der Dölzschener Wohnung in eine Wohnung in der Dresdner Johannstadt.
Zusammen mit ihrem früheren Kommilitonen Walter Nowojski begann Klemperer mit der Erschließung der Tagebücher Victor Klemperers, an deren Veröffentlichung der Aufbau-Verlag in Berlin Interesse gezeigt hatte. „Beide machten sich an eine Sisyphus-Arbeit. Tausende Seiten, eng bekritzelt mit einer äußerst gewöhnungsbedürftigen Handschrift, zum Teil auf miserabelstem Papier, waren zu entziffern, Namen zu prüfen, unverständliche Fakten zu kommentieren.“ Für die nach achtjähriger Arbeit 1995 erschienenen Bände Ich will Zeugnis ablegen bis zum letzten. Tagebücher 1933–1945 wurde Victor Klemperer im Oktober 1995 in München postum mit dem Geschwister-Scholl-Preis ausgezeichnet, den Walter Nojowski und Hadwig Klemperer entgegennahmen. In den Folgejahren widmete sich Klemperer, „beste Kennerin von [Victor] Klemperers Wissenskosmos“ und „Wegweiserin durch dieses Werk“, weiterhin dem Vermächtnis ihres Mannes und hielt zahlreiche Vorträge über die Zeit des Nationalsozialismus, Klemperers Leben und Werk.
Klemperer verstarb am 22. September 2010 in Dresden und wurde auf dem Alten Katholischen Friedhof beigesetzt.